# NGC 4062
NGC 4062 ist eine Spiralgalaxie vom Hubble-Typ SAc mit ausgedehnten Sternentstehungsgebieten im Sternbild Großer Bär am Nordsternhimmel. Sie ist schätzungsweise 34 Millionen Lichtjahre von der Milchstraße entfernt und hat einen Durchmesser von etwa 40.000 Lichtjahren. Die Entfernungsmessungen basierend auf den Radialgeschwindigkeiten stimmen nicht mit den rotverschiebungsunabhängigen Entfernungsschätzungen von 49 ± 9 Millionen Lichtjahren überein.
Gemeinsam mit 18 weiteren Galaxien bildet sie die NGC 4274-Gruppe (LGG 279). 

Im gleichen Himmelsareal befinden sich u. a. die Galaxien NGC 4031 und IC 2999.
Das Objekt wurde am 20. März 1787 von dem Astronomen William Herschel mithilfe eines 18,7 Zoll-Teleskops entdeckt.